# Lijst van wapens van Colombiaanse deelgebieden
Dit artikel bevat een lijst van vlaggen van Colombiaanse deelgebieden. Colombia is territoriaal verdeeld in 32 departementen (Spaans: departamentos, enkelvoud: departamento) en een Hoofdstedelijk District (Distrito Capital), dat een federaal gebied is.

## Wapens van departementen

Amazonas
Antioquia
Arauca
Atlántico
Bolívar
Boyacá
Caldas
Caquetá
Casanare
Cauca
Cesar
Chocó
Córdoba
Cundinamarca
Guainía
La Guajira
Guaviare
Huila
Magdalena
Meta
Nariño
Norte de Santander
Putumayo
Quindío
Risaralda
San Andrés en Providencia
Santander
Sucre
Tolima
Valle del Cauca
Vaupés
Vichada

## Wapen van het federale gebied

Bogota